# Pseudoheptura picta
Genre
Espèce
Pseudoheptura picta est une espèce d'insectes plécoptères de la famille des Austroperlidae, la seule du genre Pseudoheptura.

## Distribution
Cette espèce est endémique d'Australie.

## Publication originale
- Riek, E. F. 1973 : The genera of Australian Austroperlidae (Insecta: Plecoptera). Journal of the. Australian Entomological Society, vol. 12, n. 4, p. 289-295.